# My Year of Dicks
My Year of Dicks ist ein US-amerikanischer animierter Kurzfilm von Sara Gunnarsdóttir aus dem Jahr 2022. Das Drehbuch stammt von Pamela Ribon und basiert auf ihrer Autobiografie Notes to Boys: And Other Things I Shouldn't Share in Public.

## Handlung
Der Film spielt 1991 in Houston. Die 15 Jahre alte Pam, die eine große Vorstellungskraft besitzt, will in diesem Jahr ihre Jungfräulichkeit verlieren. Dazu unternimmt sie mehrere fehlerhafte Versuche, über die sie selbstironisch berichtet. Sie nennt die Schilderung, die in fünf Kapiteln erfolgt, „My Year of Dicks“ (etwa: „Mein Jahr der Schwänze“).
Chapter 1: The Vampire
Schwarm Nummer Eins ist der gutaussehende Skateboarder David, der eine Art Gothic ist und wie ein Vampir aussieht. Die beiden flirten miteinander und sie lädt ihn zu sich ein, da ihre Eltern verreist sind. Er bringt reihenweise Freunde mit. Am Ende landen die beiden im Bett, doch im letzten Moment gesteht Pam ihm, dass sie zum einen noch Jungfrau sei, zum anderen gerade ihre Periode habe. Er verlässt ohne ein Wort den Raum. Kurze Zeit später drückt er ihre Hand und mehrere Blutflecken sind zu sehen. Später findet sie heraus, dass er sie nur herumkriegen wollte, um bei einer Wette zu gewinnen. Pam rächt sich anschließend an ihm.
Chapter 2: Un Gros Penis
Mit ihrem besten Freund Sam und ihrer besten Freundin gehen sie ins Kino. Dort wirft Pam ein Auge auf den Platzanweiser, der sie heimlich hereinlässt. Die beiden machen zuerst im Kinosaal rum und gehen danach in den Lagerraum. Doch Pam gefällt die schnelle Art nicht. Sie hat sich ihr erstes Mal anders vorgestellt und flieht, bevor es zur Sache geht. Sam bemerkt dies und ärgert den Platzanweiser. Die drei ziehen weiter.
Chapter 3: The Sweet One
Zwischenzeitlich kommt Pam zusammen mit Robert. Die Beziehung ist sehr eng, zumindest glaubt dies Pam. Sie knutschen lange, doch irgendwann eröffnet Robert ihr, dass sie nur gute Freunde sind. Pam ist erschüttert und sucht Trost bei Sam. Diesen versucht sie dann zu verführen, aber Sam geht nicht darauf ein.
Chapter 4: The Horror Show
Auf einer Party lernt Pam den Skinhead Joey kennen, der Straight Edge ist. Die Mutter ihrer besten Freundin Karina, mit der sie da ist, taucht auf. Pam soll sich verstecken, da Karinas Mutter sie für einen schlechten Einfluss hält. So bleibt sie auf der Party zurück. Am Ende bleibt sie bei Joey, der sie verführt und als so „rein“ bezeichnet. Als sie ihm vor dem Geschlechtsverkehr gesteht, das sie noch Jungfrau ist, verliert er das Interesse. Als Karina sie am nächsten Morgen abholt, sagt diese ihr, dass er ein Nazi-Skinhead war. Nun ist sie froh, nicht mit ihm geschlafen zu haben.
Chapter 5: The Sex Talk
Als Pam ihre Mutter fragt, wann sie das erste Mal Sex hatte, wird diese sauer und schickt ihren Vater vor. Dieser versucht ihr zu erklären, dass Frauen gar keinen Spaß an Sex haben. Dann redet er über einige Details des Geschlechtsverkehrs, was Pam gleichzeitig peinlich berührt und anwidert. Am Ende empfiehlt er ihr Oralsex als Alternative. Sie besucht anschließend Sam, um sich bei ihm zu entschuldigen. In ihrem Zimmer zieht er sich plötzlich aus und gesteht ihr seine Liebe. Da ihm kalt ist, deckt sie ihn mit einer Reihe von Kleidern zu, bis eine Höhle entsteht. Am Ende sagt er „Ich liebe dich“ und sie klettert in den Kleiderstapel zu ihm.

## Hintergrund
Ein Großteil des Films wurde im Cel-Shading-Verfahren mit echten Schauspielern, die auch die Synchronisation übernahmen, erstellt. Dabei kommen unterschiedliche Zeichenstile zum Tragen, so ist Chapter 3 in der Art eines Animes im Stil von Sailor Moon gehalten. Animatorin und Regisseurin Sara Gunnarsdóttir lud mehrere befreundete Animatoren ein, die jeder Episode ihren eigenen Stil gaben. So wirkten Josh Shaffner, Grace Nayoon Rhee, Amanda Bonaiuto, Isabelle Aspin und Brian Smee sowie Kevin Eskew and Cassie Shao jeweils an einzelnen Episoden mit.

## Rezeption
Der Film erhielt eine Reihe von Preisen und Auszeichnungen:
| Jahr | Festivals                                      | Preis                                                           | Status    | Ref         |
| ---- | ---------------------------------------------- | --------------------------------------------------------------- | --------- | ----------- |
| 2022 | Annecy International Animated Film Festival    | Cristal Award for Best TV Production                            | Gewonnen  | [ 2 ]       |
| 2022 | Raindance Film Festival                        | Best Animated Short                                             | Gewonnen  | [ 3 ]       |
| 2022 | Brooklyn Film Festival                         | Best Animated Short                                             | Gewonnen  | [ 4 ]       |
| 2022 | Animator                                       | Best Animated Series                                            | Gewonnen  |             |
| 2022 | SXSW Film Festival                             | Special Jury recognition unique Vision in Writing and Directing | Gewonnen  | [ 5 ]       |
| 2022 | SXSW Film Festival                             | SXSW Grand Jury Award                                           | Nominiert | [ 5 ]       |
| 2022 | Los Angeles Latino International Film Festival | Jury award for Best Episodic Series                             | Gewonnen  | [ 6 ]       |
| 2022 | Chicago International Film Festival            | Silver Hugo Award for Best Animated Short                       | Gewonnen  | [ 7 ]       |
| 2022 | Ottawa International Animation Festival        | Best Animated Series                                            | Gewonnen  | [ 8 ] [ 9 ] |
| 2023 | Academy Awards                                 | Bester animierter Kurzfilm                                      | Nominiert | [ 10 ]      |